# جویبارماهیان
جویبارماهیان (نام علمی: Rivulidae) نام یک خانواده از راسته کپوردندان‌ماهی‌سانان است.